# (1330) Spiridonia
(1330) Spiridonia es un asteroide perteneciente al cinturón de asteroides descubierto el 17 de febrero de 1925 por Vladímir Aleksándrovich Albitski desde el observatorio de Simeiz en Crimea.
Está nombrado en honor de Spiridon Ilich Zaslavski (1883-1942), cuñado del descubridor. Tiene una órbita caracterizada por un medio eje mayor de 3.1700294 UA y por una excentricidad de 0.0749353, inclinada por 15.95510° con respecto a la eclíptica.